# ハカム1世

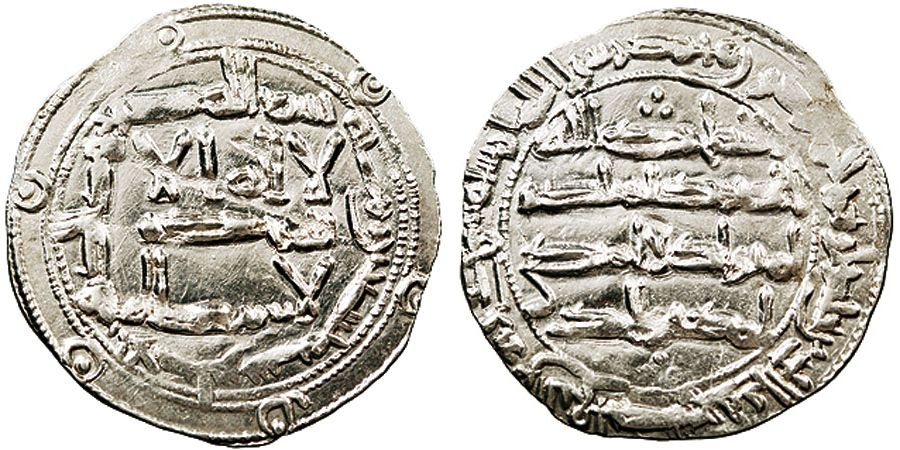
ハカム1世統治下で発行されたディルハム貨

ハカム1世（al-Hakam 1st; 771年-822年）は、796年から822年までアンダルスを治めた後ウマイヤ朝の君主。

## 生涯
「ハカム1世」は欧米で慣用的な呼び名である。アラビア語史料では、のちに彼の治世中にコルドバの郊外（rabaḍ）で起きた反乱に因んで al-Ḥakam al-Rabaḍī と呼ばれることが多い。またスペイン語では慣用的に Alhakén, Alhaquén と記載される場合がある。
ハカム1世のイスムとナサブをあわせた名は Abu ’l-ʿAsī al-Ḥakam b. His̲h̲ām である。すなわちハカムは、アブドゥッラフマーン1世の孫、ヒシャーム1世の子である。ハカムには兄がいたが成人を待たずに亡くなり、ハカムがウマイヤ朝を継いだ。父のヒシャームが亡くなったとき、ヒシャームの兄弟であり、祖父のアブドゥッラフマーンの息子であるスライマーンとアブドゥッラーが、ハカムに対して自分たちの権利を主張した。アブドゥッラーはエクス＝ラシャペルのシャルルマーニュの宮廷へ、息子のウバイドゥッラーとアブドゥルマリクを派遣し、援軍を送るよう交渉させた。それと同時にスライマーンはコルドバを攻めた。しかし反撃を受け、メリダまで退却したところで捕まり、処刑された。アブドゥッラーは赦されたがバレンシアを出てはいけないと行動を制限された。
ハカム1世時代は、トレド、サラゴサ、メリダで反乱が発生し、ハカムはこれらの鎮圧に多くの時間を割いた。コルドバまで反乱軍が押し寄せたことも2度あった。ハカムを退位させて従兄弟のムハンマド・ブン・カースィムをアミールにする陰謀もあったが事前に露見した。806年11月16日に催された宴会の席で、ハカムは72人の貴族を含む5000人の出席者を皆殺しにしたうえ、グアダルキビル川の土手に遺体をさらした。反乱軍や北部のキリスト教徒領に攻め入ったときにも敵方の首をコルドバ城の城門にさらしており、こうした残酷さはこの時代では珍しい。
コルドバでの反乱後、ハカムは身辺警護に気をつけるようになり、アミールと個人的につながった親衛隊を組織した。親衛隊のリーダーには西ゴート王国時代にコメスという貴族階級だった家系に属す、テオドゥルフの息子、ラビ（Rabi, son of Theodulf）という者を取り立てた。ラビは徴税権をも与えられてハカムに仕えたが、のちに失脚し、横領の罪により磔刑に処された。
ハカムは818年に、グアダルキビル川を挟んでコルドバと反対側にあった集落ラバド（文字通りの意味は「郊外」）に集まっていた知識人たちを弾圧した。300人が磔になり、残りは追放された。追放された人々はフェズ、アレクサンドリアなど各地に向かった。レバントの海賊に合流し、クレタ島の占領に参加した者もいる。
ハカム1世は822年に亡くなった。統治期間は太陽年換算で26年に及ぶ。

## 家族
ハカムの父親はヒシャーム・ブン・アブドゥッラフマーン。母親はズフルーフ（Zokhrouf）という名の妾である。

ハカムは次の子供を得た:
- アブドゥッラフマーン: 次代アミール。
- al-Mughira
- Said
- Umayya
- ワーリド・ブン・ハカム（al-Walid bin al-Hakam）: 838年のガリシア侵攻軍を率いた。[7]

ハカムはアジャブ（Ajab）という名の女性を妻の一人にした。アジャブはコルドバの郊外に、重い皮膚病患者のための施設を建てた。その施設は、アジャブの名前を冠したムンヤ・アジャブ（Munyat 'Ajab）というワクフ財から上がった収益で運営された。アジャブは次の者の母親である:
- アブー・アブドゥルマリク・マルワーン（Abu Abd Al-Malik Marwan）

ムトア（Mut'a）という名の妻もいて、彼女は墓地を設立した。当該墓地は10世紀までは存在した。